# Columbia Graphophone Company
Columbia Graphophone Company – jedna z najstarszych wytwórni płyt gramofonowych w Wielkiej Brytanii.
21 kwietnia 1931 roku Gramophone Company oraz Columbia Graphophone Company połączyły się tworząc Electric and Musical Industries.
EMI kontynuowało wydawanie płyt jako Columbia Records w Wielkiej Brytanii – oraz wszędzie indziej oprócz Stanów Zjednoczonych, Kanady i Japonii – do lat 60. EMI zmieniło etykietkę Columbia na EMI oraz sprzedała nazwę firmie Sony Music Entertainment, która posiadała już Columbia Records w USA i Kanadzie.